# Малоолександрівка (Кам'янський район)
Малоолекса́ндрівка — село в Україні, у Кам'янському районі Дніпропетровської області. Входить до складу Верхівцівської міської громади. Колишній центр Малоолександрівської сільської ради. Населення за переписом 2001 року складало 362 особи.

## Географія
Село розташоване у північно-західній частині області. Рельєф — 140–145 метрів над рівнем моря. Неподалік бере свій початок річка Саксагань. Сусідні населені пункти: Саксагань — на південному сході, Теплівка — півдні.

## Історія
Малоолександрівка заснована у 1810-х роках на землях, викуплених селянами у поміщиків. Назву отримало від сусіднього села, яке тепер має назву Полівське.
У 1908 році село належало до Семенівської волості Верхньодніпровського повіту Катеринославської губернії, кількість мешканців становила 213 осіб, налічувалося 30 дворових господарства.

## Сучасний стан
Село газифіковане. Працюють ФАП, клуб, бібліотека.

## Населення

### Мова
Розподіл населення за рідною мовою за даними перепису 2001 року:
| Мова            | Відсоток |
| --------------- | -------- |
| українська      | 92 %     |
| російська       | 7,2 %    |
| інші/не вказали | 0,8 %    |

## Відомі люди
В селі народилися:
- Крупський Іван Йосипович (1922—2003) — український графік.
- Поль Олександр Миколайович (1832—1890) — український дослідник-археолог, українсько-німецького походження, верхньодніпровський поміщик, шляхтич, краєзнавець і підприємець, меценат.